# 圣伯多禄共主教座堂 (斯普利特)
斯普利特圣伯多禄共主教座堂  是一座天主教教堂，位于克罗地亚南部城市斯普利特，是天主教斯普利特-马卡尔斯卡总教区的共主教座堂。
该堂于1979年12月动工，奠基石来自古代萨罗纳的圣伯多禄堂。1980年完工。1987年5月11日教廷决定将其升格为共主教座堂。同年7月27日，该堂正式祝圣。